# Asterocampa padola
Asterocampa padola är en fjärilsart som beskrevs av Hans Fruhstorfer 1912. Asterocampa padola ingår i släktet Asterocampa och familjen praktfjärilar. Inga underarter finns listade i Catalogue of Life.